# 수키엔니체

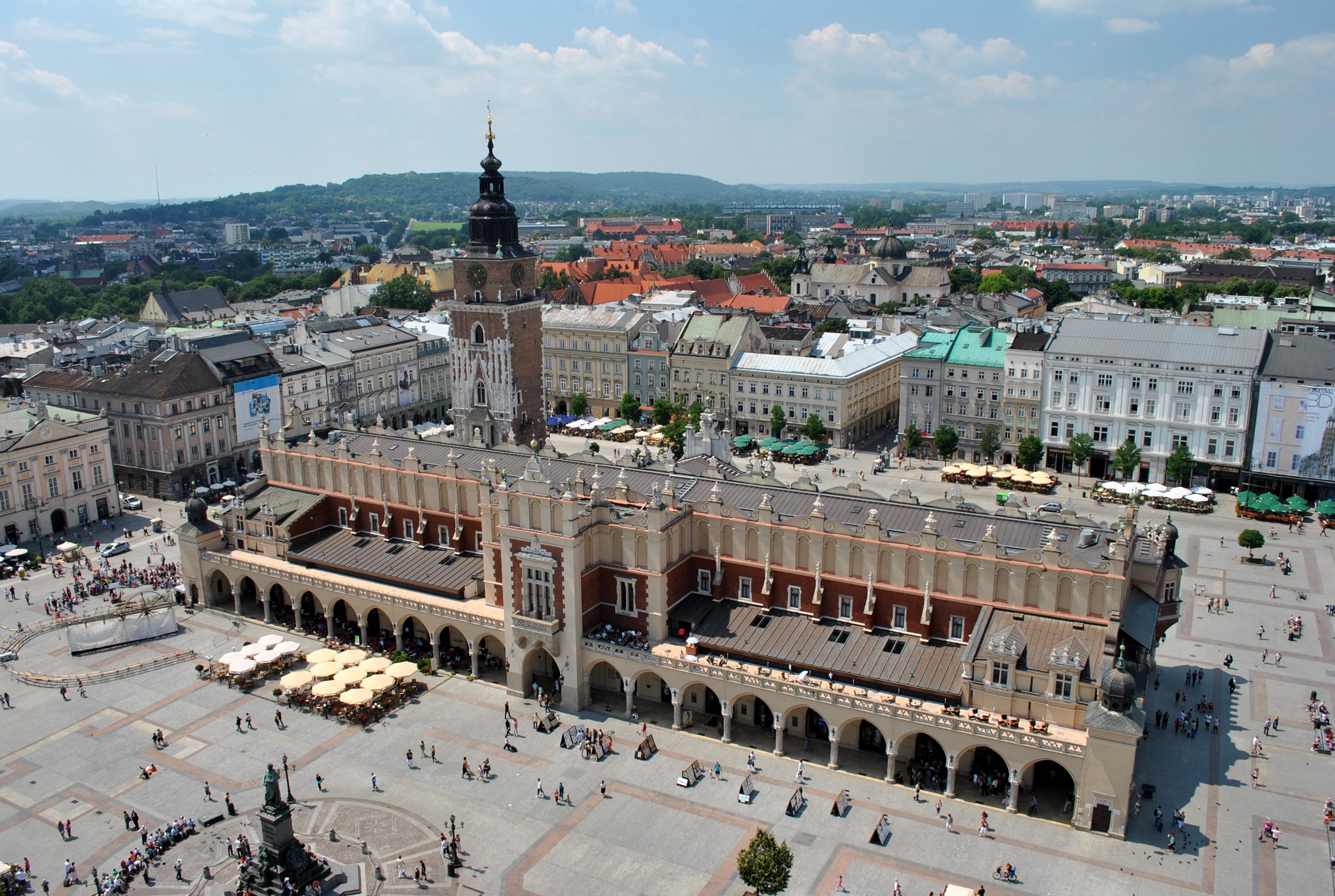
수키엔니체

수키엔니체(폴란드어: Sukiennice)는 폴란드 마워폴스카주 크라쿠프에 있는 건축물이다. 크라쿠프 구시가지의 중앙시장광장의 중심이 되는 곳으로, 1978년 유네스코 세계문화유산으로 지정되었다.